# طائر هاواي الباحث عن العسل

## طائر هاواي الباحث عن العسل
طائر ينتمي لأسرة تضم أكثر من 20 نوعاً من الطيور التي تقارب في حجمها حجم البلابل، وتسكن في هاواي فقط. وقد أطلق عليها هذا الاسم بسبب الطريقة التي تبحث بها هذه الطيور عن الحشرات، وعن رحيق العسل في الزهور.
وقد كان هناك نوع واحد من هذه الطيور الباحثة عن العسل. وهامت هذه الطيور على وجهها حتى وصلت إلى هاواي، أو حملتها عاصفة في بداية الأمر. وبمرور الوقت، فقد تحوّل هذا النوع إلى أنواع عديدة؛ كل نوع له عادات غذائية، تميزه عن النوع الآخر. وبعض هذه الطيور له منقار طويل ومقوس، ليعينها على استخلاص طعامها من الزهور، والبعض الآخر له منقار ثقيل ضخم، يساعدها على طحن البذور. والنوع الثالث يتغذى بطريقة نقار الخشب نفسها، مستخدماً منقاره القوي لنخر وتنقير لحاء الشجرة بحثاً عن الحشرات.
وعندما استوطن الأوروبيون هاواي، في أواخر القرن الثامن عشر وأوائل القرن التاسع عشر الميلاديين أحضروا معهم القطط والفئران، وأنواعًا أخرى من الحيوانات. ومن ثم فقد قامت بعض هذه الحيوانات باقتناص الطائر الباحث عن العسل، بينما قام بعضها الآخر بإتلاف المناطق الخضراء ذات الأشجار التي كان يسكنها هذا الطائر. ثم قامت حشرات البعوض بنقل مرض ملاريا الطيور، وهو ما أدى إلى هلاك العديد من الطيور الباحثة عن العسل. وفي النهاية انقرض حوالي الثلث من أحد أنواع الطائر الباحث عن العسل.
وفي عام 1973م عثر باحثان في جامعة هاواي، على أحد الأنواع التي لم تكن معروفة من قبل. وقد كان هذا النوع ذو اللون البني، والزّبديّ، أول سلالة من نوعها من الطائر الباحث عن العسل يتم اكتشافها في جزر هاواي منذ عام 1893م.